# FC Juárez
Fútbol Club Juárez – meksykański klub piłkarski z siedzibą w mieście Ciudad Juárez, w stanie Chihuahua. Występuje w rozgrywkach Liga MX. Domowe mecze rozgrywa na obiekcie Estadio Olímpico Benito Juárez. Często określany poprzez swój przydomek Bravos de Juárez.

## Osiągnięcia

### Krajowe
- Copa MX

| zwycięstwo (0):     | –        |
| drugie miejsce (1): | 2019 (C) |

## Historia
Klub został założony pod koniec maja 2015 z inicjatywy lokalnych biznesmenów na czele z Alejandrą de la Vega Foster – prezes przedsiębiorstwa Almacenes Distribuidores de la Frontera i właścicielką rozwiązanej przed laty drużyny piłkarskiej Cobras de Ciudad Juárez. Powstanie zespołu miało na celu przywrócenie profesjonalnego futbolu w przygranicznym mieście Ciudad Juárez. Prezentacja nowo założonego klubu odbyła się 14 czerwca, kiedy to ogłoszono nazwę i przydomek klubu wybrane w głosowaniu kibiców, a także zaprezentowano herb zespołu. Zarówno logo, jak i barwy drużyny nawiązują do różnorodności kulturowej miasta, w którym spotykają się wpływy meksykańskie z amerykańskimi. Trenerem FC Juárez został związany z regionem Sergio Orduña (wcześniej prowadził inne ekipy z Ciudad Juárez – Tigres, Cobras oraz Indios), domowym obiektem ogłoszono mogący pomieścić 21 000 widzów Estadio Olímpico Benito Juárez, a klub bezpośrednio po założeniu przystąpił do rozgrywek drugiej ligi meksykańskiej – Ascenso MX.
W drugiej lidze klub zadebiutował 25 lipca 2015 wygranym 1:0 domowym meczem z Lobos BUAP; pierwszego gola w historii klubu strzelił był reprezentant kraju Edgar Pacheco.

## Aktualny skład
Stan na 29 kwietnia 2025.
| Nr | Poz. | Piłkarz                    |
| -- | ---- | -------------------------- |
| 1  | BR   | Sebastián Jurado (kapitan) |
| 2  | OB   | Jesús Murillo              |
| 3  | OB   | Moisés Mosquera            |
| 5  | PO   | Denzell García             |
| 6  | PO   | Javier Salas               |
| 7  | NA   | Diego Valoyes              |
| 9  | NA   | Madson                     |
| 10 | PO   | Dieter Villalpando         |
| 11 | PO   | Guilherme Castilho         |
| 12 | BR   | Arturo Delgado             |
| 13 | NA   | José Luis Rodríguez        |
| 14 | PO   | Saminu Abdullahi           |
| 17 | NA   | Manuel Castro              |
| 18 | NA   | Avilés Hurtado             |
| 19 | NA   | Óscar Estupiñán            |

| Nr | Poz. | Piłkarz               |
| -- | ---- | --------------------- |
| 20 | NA   | Jairo Torres          |
| 21 | NA   | César López           |
| 22 | PO   | Alex Méndez           |
| 23 | NA   | Sebastián Saucedo     |
| 24 | OB   | Haret Ortega          |
| 25 | PO   | Jonathan González     |
| 26 | OB   | José García Manríquez |
| 27 | PO   | Diego Campillo        |
| 28 | OB   | Christian Franco      |
| 29 | NA   | Ángel Zaldívar        |
| 31 | BR   | Benny Díaz            |
| 32 | OB   | Bryan Romero          |
| 33 | OB   | Francisco Nevárez     |
| 34 | OB   | Ralph Orquin          |